# Nina Brosh
Nina Brosh (en hebreo: נינה ברוש; nacida el 12 de noviembre de 1975) es una modelo israelí. Durante la década de 1990, protagonizó campañas para marcas como Givenchy, Yves Saint Laurent, Dolce & Gabbana, Chanel, Dior, DKNY, Bebe Stores y Miu Miu. En la década de 1990, apareció en las portadas de revistas como Vogue y Elle.

## Biografía
Ruti-Nina Brosh-Vic nació en Ramat Yishai, Israel,  hija de padre ruso-judío y madre judía nacida en China. Por parte de su padre, es tataranieta del rabino Yehuda Leib Maimon. Fue llamada Nina en honor a su abuela.

## Actuación y modelaje
Durante los años 90, protagonizó campañas para marcas como Givenchy, Yves Saint Laurent, Dolce & Gabbana, DKNY, Chanel, Dior, Bebe Stores y Miu Miu. También protagonizó el videoclip "Femme Fatale" de Duran Duran.